# 卡利普索 (北卡羅萊納州)
卡利普索（英語：Calypso）是一個位於美國北卡羅萊納州杜普林縣的城鎮。

## 人口
根據2020年美國人口普查的數據，卡利普索的面積為2.60平方千米，皆為陸地。當地共有人口327人，而人口密度為每平方千米126人。